# Imbrasia ochracea
Imbrasia ochracea är en fjärilsart som beskrevs av Hans Rebel 1917. Imbrasia ochracea ingår i släktet Imbrasia och familjen påfågelsspinnare. Inga underarter finns listade i Catalogue of Life.